# وحدة تشكيل مستعمرة الحمضية
وحدة تشكيل مستعمرة الحمضية (اختصارًا CFU-Eos أو CFU-Eos) هي وحدة تشكيل مستعمرة. ينشأ منها الخلايا الحمضية.